# Mamacita (álbum)
Mamacita es el séptimo álbum de estudio de la banda surcoreana Super Junior, fue lanzado en línea el 29 de agosto de 2014 y físicamente el 1 de septiembre por SM Entertainment. Es el regreso de la banda tras su último lanzamiento Sexy, Free & Single en 2012. El álbum cuenta con la presencia de 10 miembros y marca el regreso de Leeteuk y Heechul después de dar por cumplido su servicio militar obligatorio, también contó con la voz de Yesung, quien se encontraba en la realización de su servicio militar.

## Proceso
El 20 de agosto de 2014 se dio a conocer la primera foto del concepto del séptimo álbum, bajo el concepto de Lejano oeste, mostrando a todos los 10 miembros con unos atuendos con pantalón vaquero de mezclilla, camisas tipo vaqueras, sombrero y armas. Esto fue seguido por más de 30 imágenes teaser del nuevo concepto del contenido del video las cuales pueden verse en la página oficial de Super Junior.
El 25 de agosto, se lanzó un adelanto del video musical de "MAMACITA(아야야)" en el canal oficial de SMTOWN en YouTube a las 14:00 (KST).

## Lista de canciones
| Version A and Version B |                                             |                                       |                                                       |          |  |
| N.º                     | Título                                      | Letras                                | Música                                                | Duración |  |
| 1.                      | «Mamacita» (아야야)                         | Yoo Young-jin                         | DOM, Yoo Young-jin, Lee Hyunseung, J.SOL, Teddy Riley | 3:27     |  |
| 2.                      | «Midnight Blues» (춤을 춘다)                | Shin Jinhye, Lee Yoojin               | Jason Gill, Curtis Richa, Emanuel Olsson              | 4:21     |  |
| 3.                      | «Evanesce» (백일몽)                         | Misfit                                | DOM, Kim Taesung, Andrew Choi, Teddy Riley            | 3:44     |  |
| 4.                      | «Raining Spell for Love» (사랑이 멎지 않게) | Jung Juhee                            | DOM, lee Hyunseung, J.SOL, Teddy Riley                | 3:22     |  |
| 5.                      | «Shirt»                                     | Lee Donghae, Team One Sound           | Lee Donghae, Team One Sound                           | 3:28     |  |
| 6.                      | «This Is Love»                              | Kim Jiwon, Cho Yoonkyung              | Kim Jihu, Park Seulgi, Lola Fair, Nermin Harambasic   | 3:49     |  |
| 7.                      | «Let's Dance»                               | Seo Ji-eum                            | Im Kwangwook, Ylva Dimberg, Nermin Harambasic         | 3:45     |  |
| 8.                      | «Too Many Beautiful Girls»                  | Kim Inhyung, Shin Jinhye, Lee Seuran  | Chris Young, Andy Jackson                             | 3:20     |  |
| 9.                      | «Mid-season» (환절기)                       | Hwang Hyun                            | Hwang Hyun                                            | 4:01     |  |
| 10.                     | «Islands»                                   | Seo Ji-eum, Lee Yoojin, Cho Yoonkyung | Ricky Hanley, Alex Holmgren, Andreas Stone Johansson  | 4:27     |  |

| This Is Love (Special Edition) |                                             |                                       |                                                       |          |  |
| N.º                            | Título                                      | Letras                                | Música                                                | Duración |  |
| 1.                             | «This Is Love» (Stage Version)              | Kim Jiwon, Cho Yoonkyung              | Kim Ji Hu, Park Seulgi, Lola Fair, Nermin Harambasic  | 4:07     |  |
| 2.                             | «Hit Me Up»                                 |                                       |                                                       | 3:24     |  |
| 3.                             | «Mamacita» (아야야)                         | Yoo Young-jin                         | DOM, Yoo Young-jin, Lee Hyunseung, J.SOL, Teddy Riley | 3:27     |  |
| 4.                             | «Midnight Blues» (춤을 춘다)                | Shin Jinhye, Lee Yoojin               | Jason Gill, Curtis Richa, Emanuel Olsson              | 4:21     |  |
| 5.                             | «Don't Leave Me»                            | Siwon                                 |                                                       | 3:41     |  |
| 6.                             | «...ing» (중) (Super Junior-K.R.Y.)         | Park Chang Hyun                       | Park Chang Hyun                                       | 4:16     |  |
| 7.                             | «Evanesce» (백일몽)                         | Misfit                                | DOM, Kim Taesung, Andrew Choi, Teddy Riley            | 3:44     |  |
| 8.                             | «Raining Spell for Love» (사랑이 멎지 않게) | Jung Juhee                            | DOM, lee Hyunseung, J.SOL, Teddy Riley                | 3:22     |  |
| 9.                             | «Shirt»                                     | Lee Donghae, Team One Sound           | Lee Donghae, Team One Sound                           | 3:28     |  |
| 10.                            | «Let's Dance»                               | Seo Ji-eum                            | Im Kwangwook, Ylva Dimberg, Nermin Harambasic         | 3:45     |  |
| 11.                            | «Too Many Beautiful Girls»                  | Kim Inhyung, Shin Jinhye, Lee Seuran  | Chris Young, Andy Jackson                             | 3:20     |  |
| 12.                            | «Mid-season» (환절기)                       | Hwang Hyun                            | Hwang Hyun                                            | 4:01     |  |
| 13.                            | «Islands»                                   | Seo Ji-eum, Lee Yoojin, Cho Yoonkyung | Ricky Hanley, Alex Holmgren, Andreas Stone Johansson  | 4:27     |  |

## Formato de venta
| País          | Fecha                                        | Formato             | Distribuidor |
| ------------- | -------------------------------------------- | ------------------- | ------------ |
| Corea del Sur | 29 de agosto de 2014 1 de septiembre de 2014 | Descarga digital CD | KMP Holdings |